# (2144) Marietta
(2144) Marietta ist ein Asteroid des Hauptgürtels, der am 18. Januar 1975 von der russischen Astronomin Ljudmila Iwanowna Tschernych am Krim-Observatorium (IAU-Code 095) in Nautschnyj entdeckt wurde.
Der Asteroid wurde nach der sowjetischen Schriftstellerin und Philologin Marietta Sergejewna Schaginjan (1888–1982) benannt. Die gebürtige Armenierin war auch Mitglied der armenischen Akademie der Wissenschaften.